# Бетаметазон/дексхлорфенірамін
Бетаметазон/дексхлорфенірамін (торговельні назви Betadexin, Celabet, Celestamine ) — це препарат, що містить бетаметазон та дексхлорфенірамін малеат для лікування алергічних станів.  Бетаметазон є стероїдом для зняття свербіння та запалення, тоді як дексхлорфеніраміну малеат є антигістамінним препаратом для лікування кропив'янки.